# روستیلاو ویتک

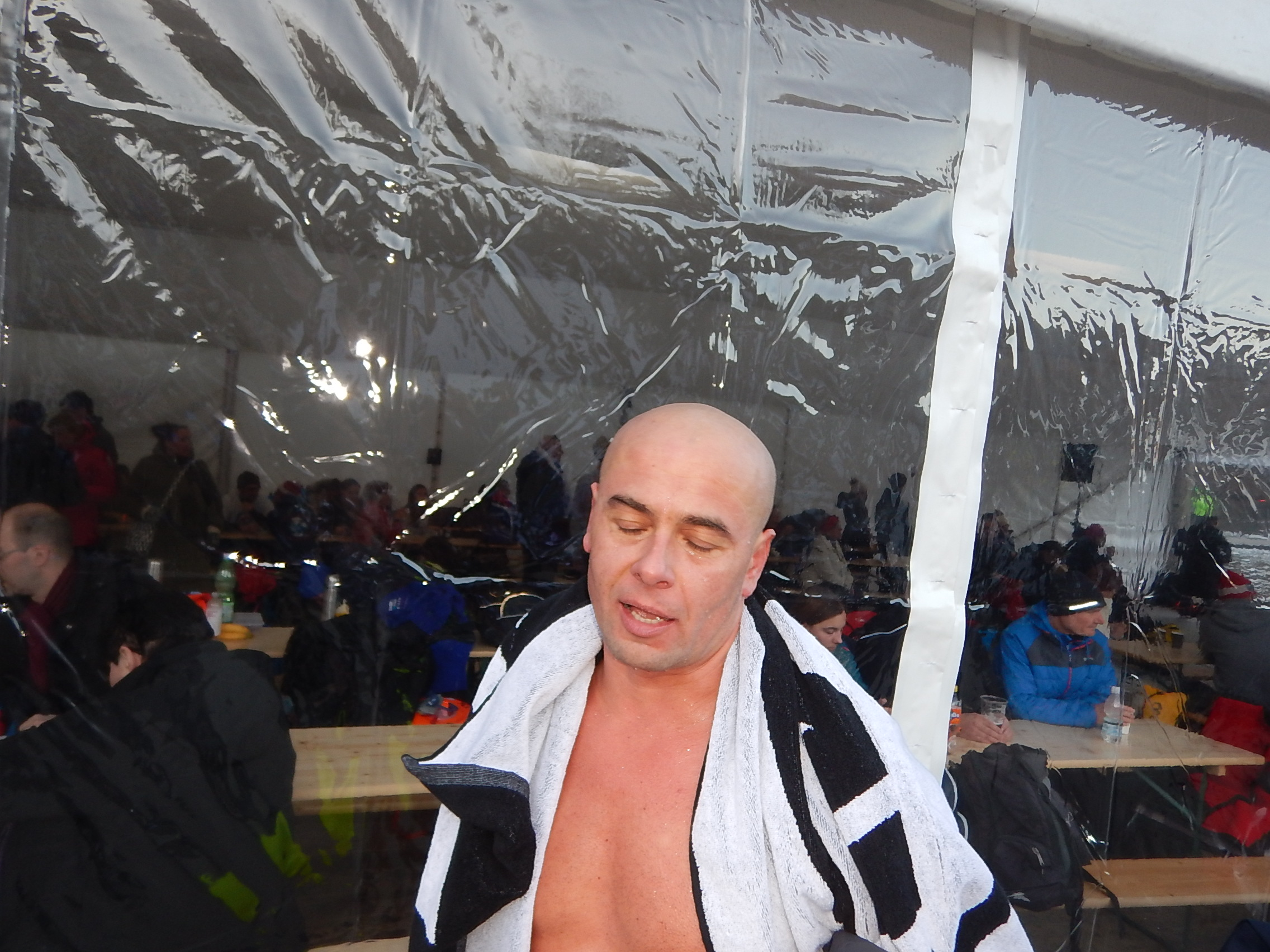
روستیلاو ویتک در سال ۲۰۲۰

روستیلاو ویتک (به انگلیسی: Rostislav Vítek) (زادهٔ ۶ ژانویهٔ ۱۹۷۶) شناگر اهل جمهوری چک است.، که در مارتون آب‌های آزاد متخصص است.او در بازی‌های المپیک تابستانی ۲۰۰۸ نماینده جمهوری چک بود و سرانجام نخستین شناگر اهل چک شد که توانست از کانال انگلیس با رکورد قابل توجه هفت ساعته عبور کند.